# A Gun in His Hand
A Gun in His Hand ist ein US-amerikanischer Kurzfilm von 1945. Regie führte Joseph Losey.

## Handlung
Dennis Nordell hat seine Ausbildung als Polizeioffizier mit Bravour bestanden. Er tut sich mit einigen Verbrechern zusammen und benutzt Polizeiausweis und Uniform, um an Informationen zu gelangen, die man sonst nur schwer bekommen könnte. Die Kenntnisse, die er durch seine Ausbildung gewonnen hat, setzt er ein, um mehrere Lagerüberfälle zu begehen. Sein Vertrauensmann bei der Bande ist ein Mann namens Frankie. So brechen sie als erstes in das Depot einer Schnapsfabrik ein und verblüffen die Polizei nicht nur durch die Art des Einbruchs, sondern auch durch ihre offenbar vorhandenen Kenntnisse. Nach einiger Zeit meldet die Zeitung mit großer Schlagzeile: „Drei weitere Lagereinbrüche. Geheimnisvolle Bande plündert Lagerhalle und erbeutet Waren im Wert von 30.000 Dollar.“ Diese Einbrüche erfolgen nun fast wöchentlich, stets wird zuvor falscher Alarm an verschiedenen Stellen ausgelöst, weit entfernt von den Stätten, wo die Bande operiert. Das Diebesgut wird in großen Lastwagen abtransportiert. Inzwischen berichten die Zeitungen fast täglich von der „Schnapsbande“, wie man sie nennt, die inzwischen 27 Lagerhallen innerhalb von vier Monaten geplündert hat.
Als McGuiness, ein altgedienter Polizist, der Bande per Zufall bei einem ihrer erneuten Raubzüge auf die Schliche kommt und Nordell auffordert, stehenzubleiben, schießt dieser ihn nieder. Die Polizei ist inzwischen davon überzeugt, dass jemand aus ihren Reihen beteiligt ist, hat jedoch keine Beweise. Man setzt nun alles daran, den Mörder des Kollegen ausfindig zu machen. Und letztendlich gelingt es auch, Nordell, der eine falsche Spur legt, um einen anderen für seine Tat büßen zu lassen, anhand einer Kleinigkeit, die ihm das Genick bricht, festzunageln: Er hat übersehen, dass dem Mann, dem er den Mord an McGuiness in die Schuhe schieben wollte, ein Glied seines Mittelfingers an seiner Schusshand fehlt.

## Produktion
Der Film kam in den USA am 25. September 1945 ins Kino. Sein Serientitel lautet: A Crime Does Not Pay Subject: A Gun in His Hand. In Italien trug er den Titel Un’arma nella sua mano, in Polen Bron w jego rece.

## Auszeichnung
1946 wurde Chester M. Franklin zusammen mit Jerry Bresler für einen Oscar in der Kategorie „Bester Kurzfilm“ nominiert. Die Trophäe ging jedoch an Gordon Hollingshead und den Film Star in the Night.